# Zariczne (obwód winnicki)
Zariczne (ukr. Зарічне) – wieś na Ukrainie, w obwodzie winnickim, w rejonie tulczyńskim, w hromadzie Tulczyn. W 2001 liczyła 1372 mieszkańców, wśród których 1350 wskazało jako ojczysty język ukraiński, 16 rosyjski, 3 mołdawski, 1 bułgarski, 1 polski, a 1 inny.